# Stian Paulsen
Stian Paulsen (Fredrikstad, 3 juli 1987) is een Noors autocoureur.

## Carrière
Paulsen begon zijn autosportcarrière in 2004 in het karting. In 2006 maakte hij de overstap naar de ADAC Volkswagen Polo Cup. In 2007 won hij in dit kampioenschap vier races en werd derde in de eindstand. In 2008 kwam hij uit in de Belgische Renault Clio Cup, waarin hij de Junior Cup won en derde in het hoofdkampioenschap werd. In 2009 kwam hij een half seizoen uit in hetzelfde kampioenschap, maar behaalde desondanks één overwinning en werd elfde in de eindstand.
In 2010 maakte Paulsen de overstap naar de Seat Leon Eurocup en werd dertiende in het kampioenschap. Daarnaast kwam hij ook uit in één raceweekend van de Duitse Seat Leon Supercopa en maakte in 2011 de fulltime overstap naar dit kampioenschap. Hij behaalde hierin één overwinning en werd vijfde in het eindklassement. In 2012 kwam hij uit in de Single-Makes Trophy van de European Touring Car Cup. Hij behaalde vijf overwinningen en drie tweede plaatsen in acht races, waarmee hij het kampioenschap winnend afsloot.
In 2014 keerde Paulsen terug in de hernieuwde Seat Leon Eurocup. Hij won drie races en stond in nog drie andere races op het podium, waardoor hij vierde werd in de eindstand. In 2015 eindigde hij met twee overwinningen en vier andere podiumplaatsen achter Pol Rosell op de tweede plaats in het kampioenschap, terwijl hij in 2016 met drie zeges en vijf andere podia derde werd in het klassement.
In 2017 maakte Paulsen de overstap naar de TCR International Series, waarin hij in een Seat Leon TCR uitkwam voor zijn eigen team Stian Paulsen Racing vanaf het derde raceweekend op Spa-Francorchamps.